# Nilo Peçanha (Bahia)
Nilo Peçanha is een gemeente in de Braziliaanse deelstaat Bahia. De gemeente telt 13.274 inwoners (schatting 2009).